# Diète du Japon
Pour les autres articles nationaux ou selon les autres juridictions, voir Diète.
218e session de la Diète nationale
Bâtiment de la Diète nationale
La Diète nationale (国会, Kokkai) est le parlement bicaméral du Japon.

## Nom
La traduction française « diète » est employée, ou le mot analogue en anglais diet ou dieta dans la majorité des langues romanes, car le terme est celui utilisé dans ces langues pour la constitution allemande de 1849 (Diète impériale pour l'allemand Reichstag), dont la Constitution Meiji est inspirée.

## Histoire
La Diète est créée par la Constitution Meiji de 1889. La première réunion a lieu en 1890. La chambre basse s'est toujours appelée depuis lors la Chambre des représentants. Néanmoins, la chambre haute est constituée d'une Chambre des pairs calquée sur le modèle britannique de la Chambre des lords, et reposant sur la nouvelle organisation aristocratique du kazoku créée lors de la révolution Meiji en 1869 par fusion des anciens kuge (la noblesse de cour) et daimyo (la noblesse terrienne féodale). La chambre haute est devenue la Chambre des conseillers, créée par la nouvelle constitution en mai 1947.

## Structure
La Diète est composée de deux chambres élues. La Chambre des représentants ou chambre basse, parfois appelée « chambre des députés », est composée de 465 membres élus pour quatre ans. 289 représentants sont élus au scrutin uninominal majoritaire à un tour par circonscription. Les 176 autres sont élus selon un système de proportionnelle par grandes régions. La Chambre des conseillers ou chambre haute, ou plus rarement par abus de langage Sénat, est composée de 248 membres, élus pour six ans, renouvelés par moitié. Tous les trois ans, 74 conseillers sont élus au vote unique non transférable au niveau des 47 préfectures, et 50 sont élus à la proportionnelle au niveau national.

## Rôle
Les deux chambres de la Diète du Japon disposent concurremment du pouvoir législatif : elles votent les lois et les budgets, ratifient les traités et accords internationaux signés par le Japon, amendent la Constitution du Japon et leurs membres détiennent l'initiative des lois conjointement avec le gouvernement.
Le Premier ministre, qui est aussi le chef du gouvernement, doit être un membre de la Chambre des représentants. Le scrutin de désignation du Premier ministre se tient dans les deux chambres, mais c'est le vote de la Chambre des représentants qui est décisif. La Diète détient le pouvoir législatif ; le Premier ministre nomme le gouvernement qui est responsable devant le Parlement (plus particulièrement devant la Chambre des représentants) : c'est un régime parlementaire. Seule la Chambre des représentants peut renverser le gouvernement ou chaque ministre individuellement à l'aide d'une motion de censure — la Chambre des conseillers peut aussi adopter de telles motions, mais elles n'ont pas de valeurs contraignantes. L'exécutif doit alors démissionner ou demander la dissolution de la Chambre des représentants, qui est la seule des deux assemblées à pouvoir être dissoute par l'empereur sur décision du Premier ministre,,. Les parlementaires des deux chambres disposent de droits de question, posées en commission ou en séance plénière, sur l'action du gouvernement, tandis qu'il existe, comme dans le système de Westminster, des séances de débat en face à face entre le Premier ministre et le chef du principal parti d'opposition.
La Chambre des conseillers détient un pouvoir moins important que la Chambre des représentants tout en disposant d'une certaine capacité de blocage : en cas de désaccord sur le vote d'une loi, cette dernière peut imposer son avis en confirmant son premier vote à la majorité des deux tiers de ses membres pour tout projet ou proposition de loi ou à la majorité simple pour l'adoption du budget ou la ratification d'un traité. En revanche, toute modification de la Constitution du Japon doit être ratifiée par les deux chambres à la majorité qualifiée des deux tiers — rendant ainsi tout amendement constitutionnel difficile, aucun n'étant survenu depuis 1947.
Il est cependant rare que la majorité détienne les deux tiers des sièges à la Chambre des représentants : depuis la création de la Chambre des conseillers, cela n'est arrivé que de novembre 1999 à juin 2000 et de septembre 2005 à mai 2010. En cas de conflit, la Constitution prévoit la tenue d’une commission mixte pour mettre en place un texte de compromis.
Les membres de la Diète ont développé une diplomatie parlementaire, non gouvernementale, à l'instar des représentants d'autres Parlements du monde. Par exemple, la Ligue d'amitié parlementaire Japon-Corée du Nord traite de questions d'intérêt commun pour les deux pays, en l'absence de relations diplomatiques officielles au niveau gouvernemental.
Chaque parti disposant de deux élus au minimum dans l'une des deux chambres peut y constituer un groupe parlementaire. Ceux-ci négocient notamment les ordres du jour, la convocation ou prolongation de sessions ordinaires ou extraordinaires ou le passage de certains textes, négociations généralement menées par les présidents des comités des affaires de la Diète des principaux partis représentés.

## Composition actuelle
| Parti          | Parti                                   | Représentants | Conseillers |
| -------------- | --------------------------------------- | ------------- | ----------- |
|                | Parti libéral-démocrate (PLD)           | 196           | 100         |
|                | Parti démocrate constitutionnel (PDC)   | 148           | 40          |
|                | Partie japonais de l'innovation (Ishin) | 38            | 19          |
|                | Parti démocrate du peuple (PDP)         | 27            | 25          |
|                | Kōmeitō                                 | 24            | 21          |
|                | Reiwa Shinsengumi                       | 9             | 6           |
|                | Parti communiste japonais (PCJ)         | 8             | 7           |
|                | Yūshi no Kai                            | 4             | 0           |
|                | Sanseitō                                | 3             | 15          |
|                | Parti conservateur du Japon             | 3             | 2           |
|                | Parti social-démocrate (PSD)            | 0             | 2           |
|                | Parti socialiste d'Okinawa (PSO)        | 0             | 2           |
|                | Indépendants                            | 5             | 9           |
| Sièges vacants | Sièges vacants                          | 0             | 0           |
| Total          | Total                                   | 465           | 248         |